# Slavujev venac
Slavujev venac (en serbe cyrillique : Славујев венац) est un quartier de Belgrade, la capitale de la Serbie. Il est situé dans la municipalité de Zvezdara.

## Localisation
Slavujev venac est situé dans la partie la plus occidentale de la municipalité de Zvezdara, à la limite de la municipalité de Palilula. Il s'étend entre les rues Svetog Nikole au nord et Dimitrija Tucovića au nord et il est entouré par les quartiers de Bulbulder à l'est, Vukov spomenik au sud, Hadžipopovac (dans Palilula) à l'ouest et par le Nouveau cimetière de Belgrade (Novo groblje) au nord et, au-delà, jusqu'à Bogoslovija.

## Caractéristiques
Le nom de Slavujev venac signifie le « cercle des rossignols ». Le quartier est résidentiel. En 2007, le gouvernement de la ville de Belgrade a décidé que seules des maisons familiales y seraient bâties, de manière à empêcher la construction de grands immeubles de hauteur[réf. nécessaire].